# Astyanax alburnus
Astyanax alburnus är en fiskart som först beskrevs av Hensel, 1870.  Astyanax alburnus ingår i släktet Astyanax och familjen Characidae. Inga underarter finns listade.